# Osteoartropatia polmonare ipertrofica
L'osteoartropatia polmonare ipertrofica (conosciuta anche come sindrome di Marie-Bamberger o acropachia) è una condizione medica che associa la presenza di dita ippocratiche e periostite delle ossa lunghe degli arti superiori e inferiori. In tale condizione spesso si nota l'espansione distale delle ossa lunghe, la tumefazione delle articolazioni e la proliferazione dei villi sinoviali. La patologia può essere primaria o secondaria dovuta a malattie come il tumore del polmone e la malattia di Basedow. In particolare essa è associata con l'adenocarcinoma polmonare e tutti e tre i tipi di carcinoma polmonare non a piccole cellule.
È nota anche come "osteoartropatia ipertrofica".
Il suo nome deriva da Eugen von Bamberger e Pierre Marie.